# سیارک ۱۴۴۹۰۷
سیارک ۱۴۴۹۰۷ (به انگلیسی: 144907 Whitehorne، نامگذاری:2004YS3) صد و چهل و چهار هزار و نهصد و هفتمین سیارک کشف شده‌است که در ۱۶ دسامبر ۲۰۰۴ کشف شد.